# Срби у Шведској
Срби у Шведској су грађани Шведске српског порекла или људи рођени у Србији који живе и раде у Шведској.

## Историја
У Шведску су Срби стигли у два већа таласа. Први је био за време Другог светског рата када су Немци у Скандинавију депортовали на хиљаде српских заробљеника и други, почетком шездесетих година 20. века када је отворен процес миграције српске радне снаге. Главни досељенички удар на Шведску из Југославије стигао је 1966. године, када је дошло 8.000 радника. Било је то двоструко више него 1965. године, а чак 15 пута више него 1963. године, када су примљена само 583 радника. Тако масован прилив српских радника приморао је Шведску да тих година са СФРЈ закључи уговор о регулисању статуса имиграната. Због заштите властитог тржишта радне снаге већ 1967. године Шведска уводи обавезу да мигранти морају имати радну дозволу, а да чланови њихове породице могу бити у Шведској само ако су се већ доселили, због чега је касније дошло до смањеног усељавања српске радне снаге. Деведесетих година је Шведска увела за грађане Југославије обавезне улазне визе што је готово зауставило прилив. То су, углавном, били мушкарци са средњом квалификацијом, који су нашли посао у шведској индустрији, угоститељству и комуналним услугама, мада је било и стручњака, посебно у здраству и грађевинарству. О томе већ постоји и изрека која гласи: "Турци перу суђе, Грци су чистачи а Срби фабрички радници..."
Крајем осамдесетих година допунске школе је похађало око 4.000 српских малишана. Прва српска православна парохија Свети Никола основана је седамдесетих година у Вестеросу. У Стокхолму се налази црква Свети Сава, у којој је од 1991. године седиште британско-скандинавске епархије.

## Познате личности
- Данијел Мајсторовић, фудбалер
- Стефан Селаковић, фудбалер
- Раде Прича, фудбалер
- Александар Милошевић, фудбалер
- Бојан Ђорђић, фудбалер
- Душан Ђурић, фудбалер
- Александар Качаниклић, фудбалер
- Љубомир Врањеш, рукометаш
- Далибор Додер, рукометаш
- Драган Умичевић, хокејаш
- Петар Поповић, хокејаш
- Данијела Рундквист, хокејашица
- Тања Костић, кошаркашица
- Оскар Дроњак, ритам гитариста и оснивач хеви метал групе Хамерфол
- Никола Шарчевић, музичар
- Јован Радомир, телевизијска личност
- Свен Стојановић, телевизијска личност
- Биљана Србљановић, драмска списатељица и политичарка
- Драгомир Мршић, глумац
- Михаела Савић, модел и бивша Мис Универзум Шведске